# Miljevci (Bar)
Pour les articles homonymes, voir Miljevci.
Miljevci (en serbe cyrillique : Миљевци) est un village du sud du Monténégro, dans la municipalité de Bar.

## Démographie

### Évolution historique de la population
| 1948 | 1953 | 1961 | 1971 | 1981 | 1991 | 2003 |
| ---- | ---- | ---- | ---- | ---- | ---- | ---- |
| 51   | 47   | 35   | 17   | 152  | 226  | 351  |